# Kvarnspira
Kvarnspira (Pedicularis comosa) är en snyltrotsväxtart. Enligt Catalogue of Life ingår Kvarnspira i släktet spiror och familjen snyltrotsväxter, men enligt Dyntaxa är tillhörigheten istället släktet spiror och familjen snyltrotsväxter. Arten har ej påträffats i Sverige.

## Underarter
Arten delas in i följande underarter:
- P. c. campestris
- P. c. comosa
- P. c. nevadensis

## Bildgalleri

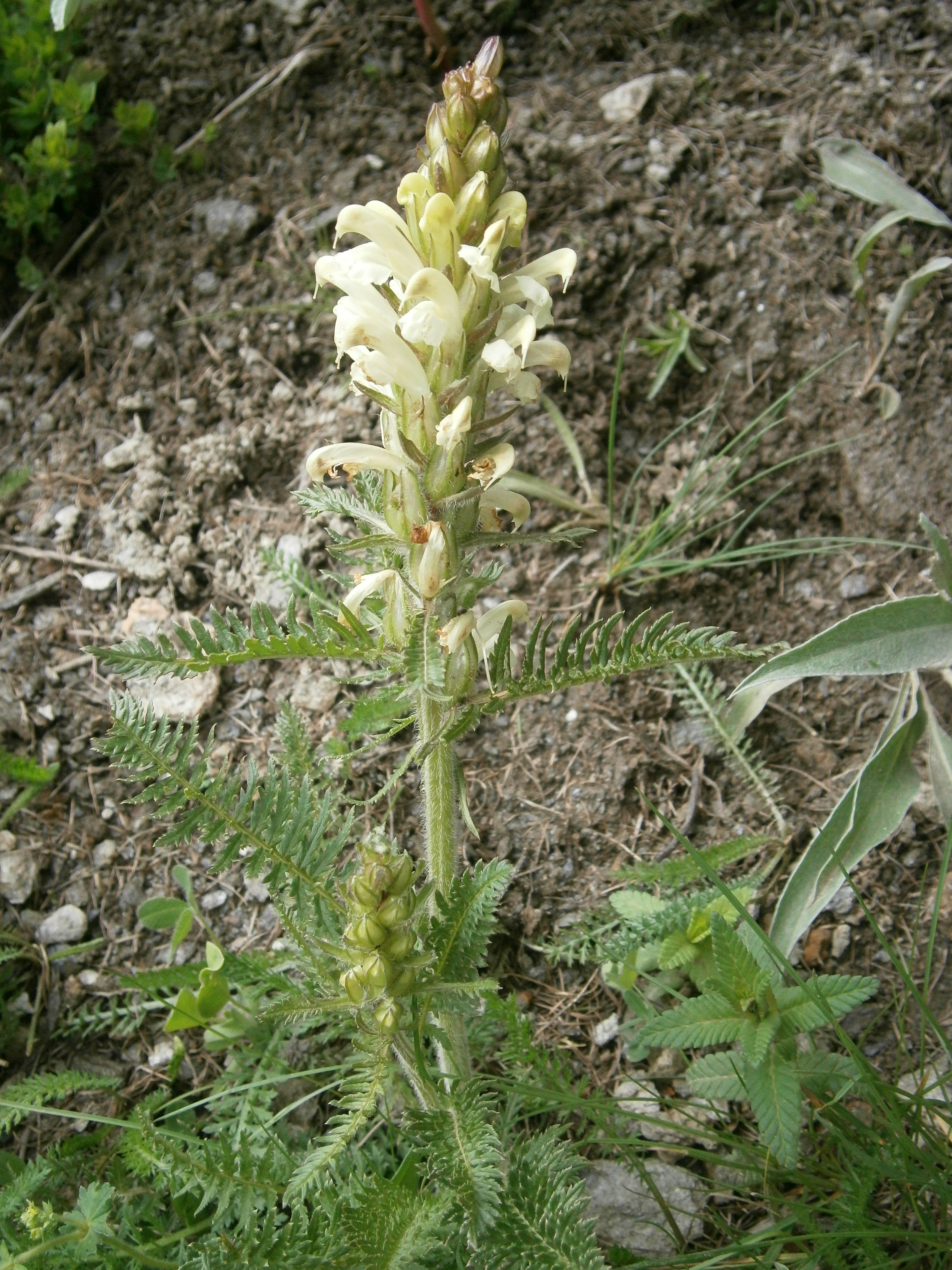
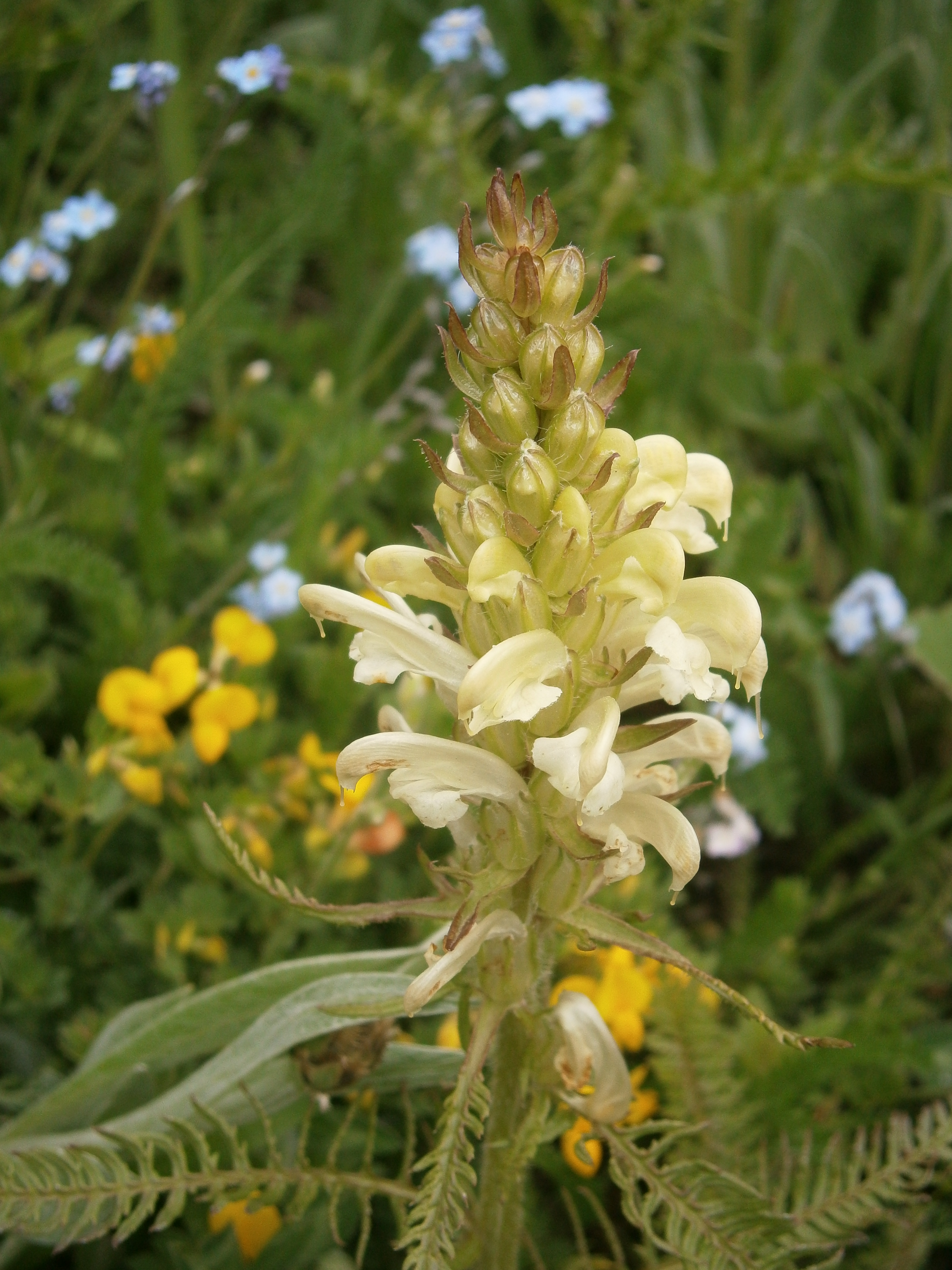
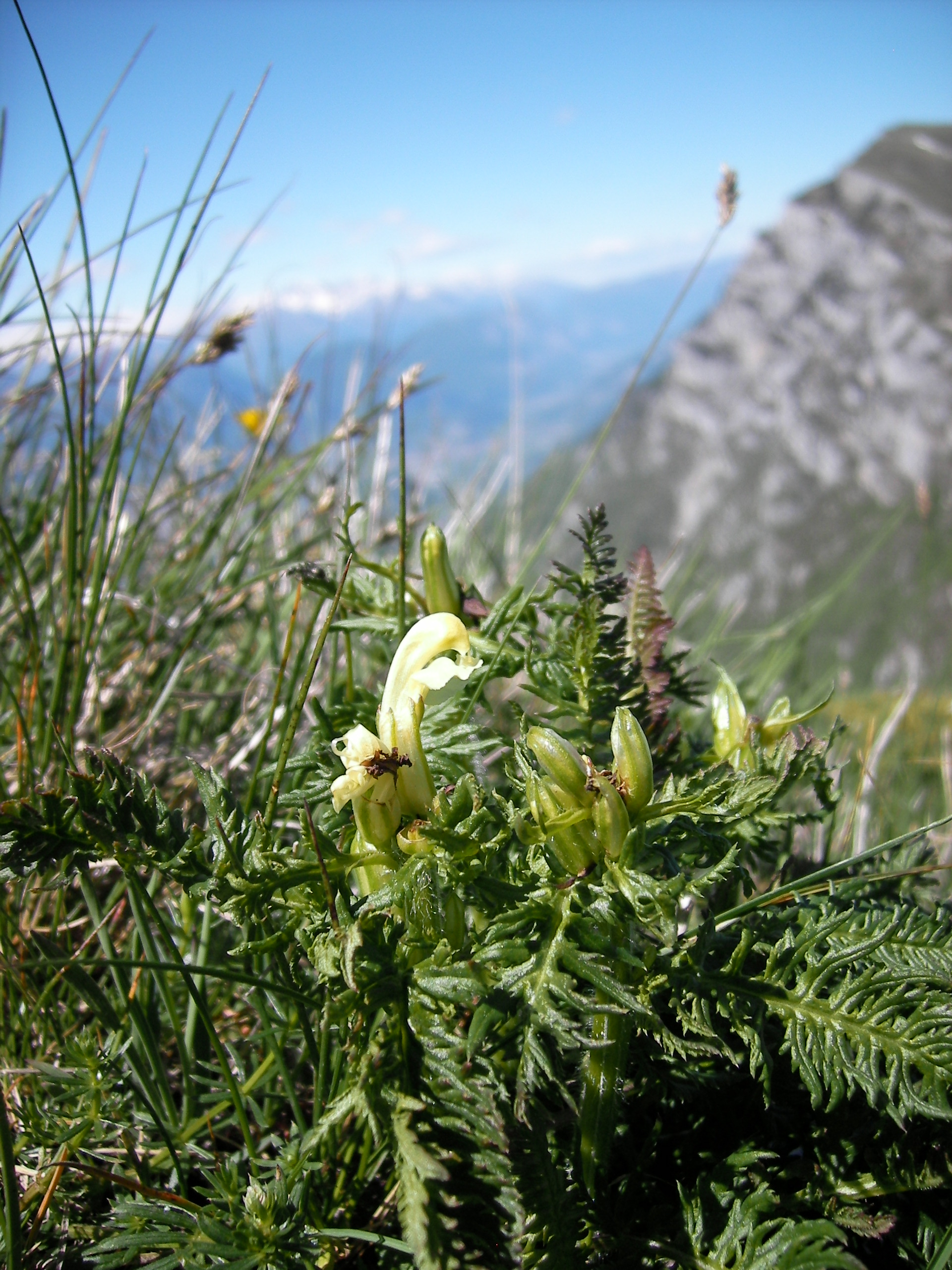
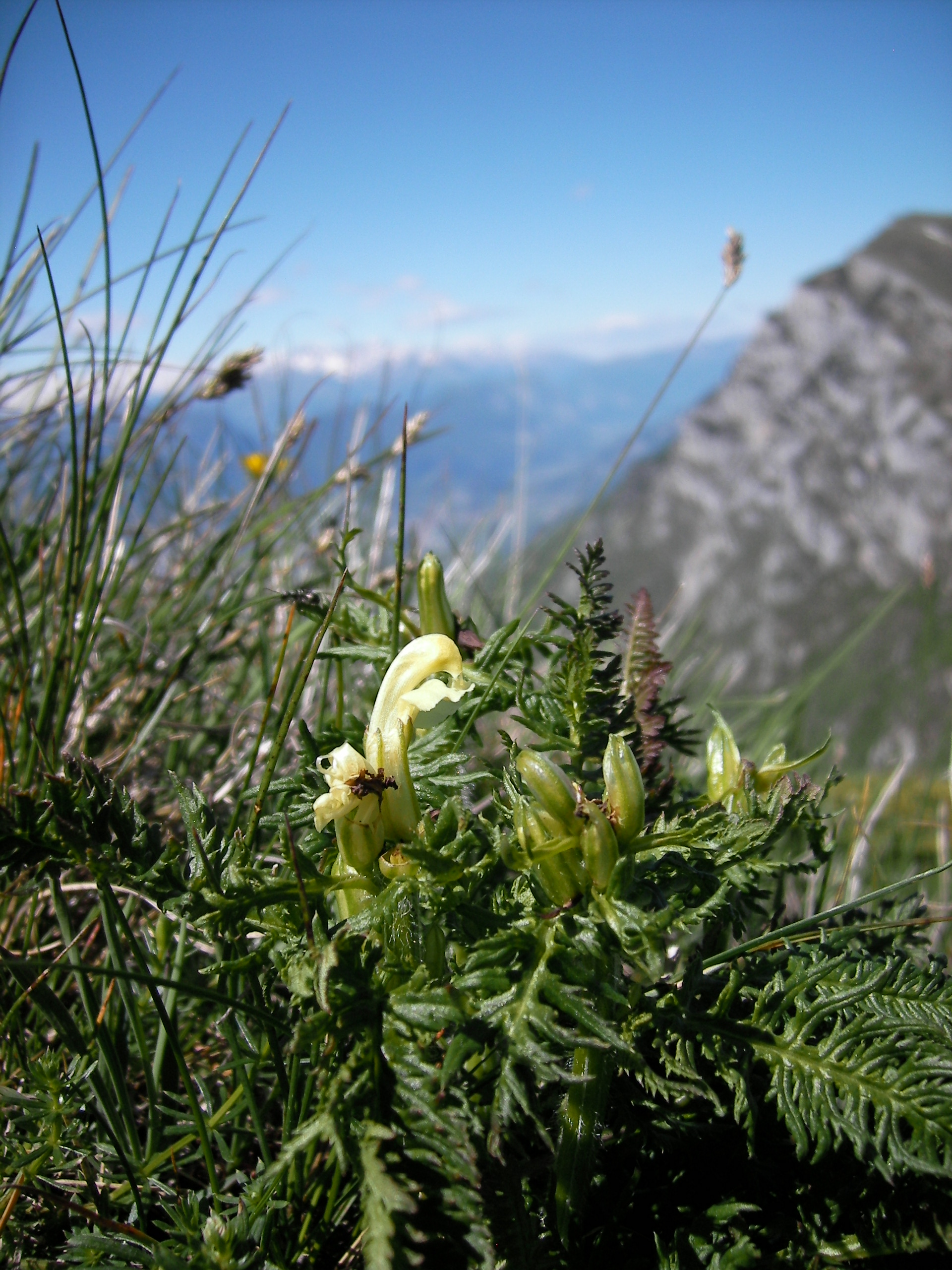
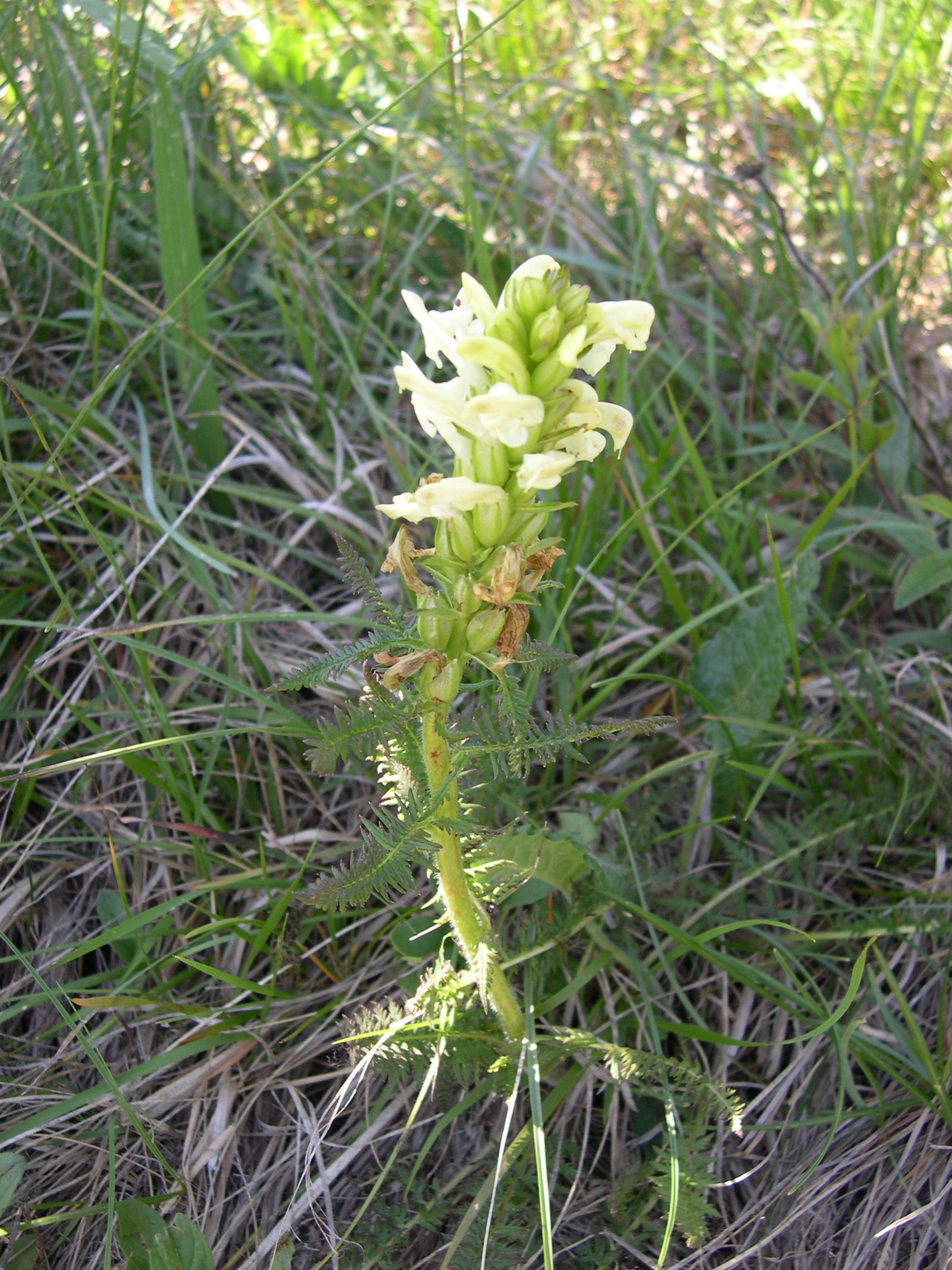
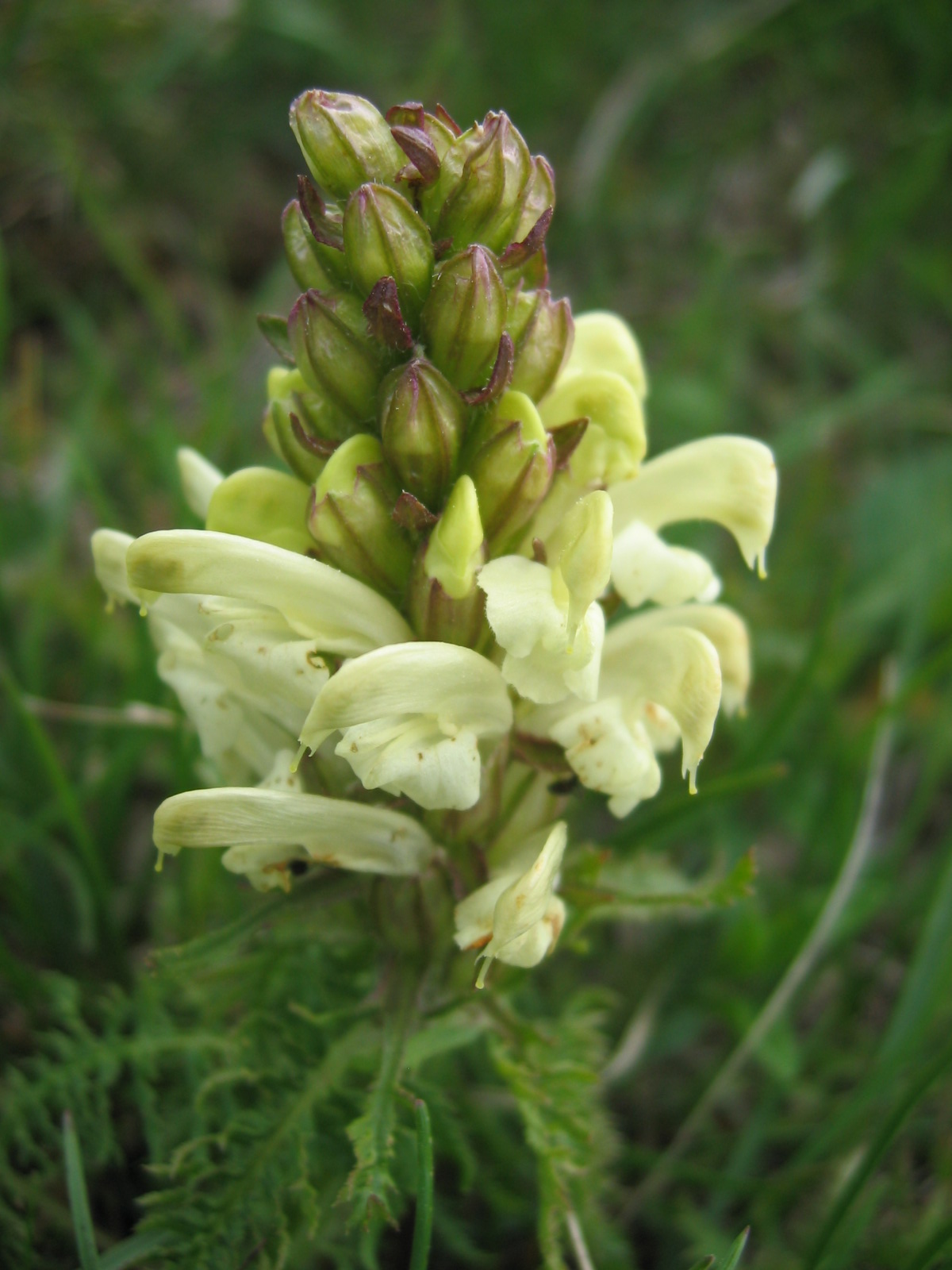